# Gołańcz
Gołańcz (deutsch Gollantsch, früher Gollanz) ist eine Stadt im Powiat Wągrowiecki der Woiwodschaft Großpolen in Polen. Sie ist Sitz der gleichnamigen Stadt-und-Land-Gemeinde mit 8185 Einwohnern (Stand 31. Dezember 2020).

## Geschichte

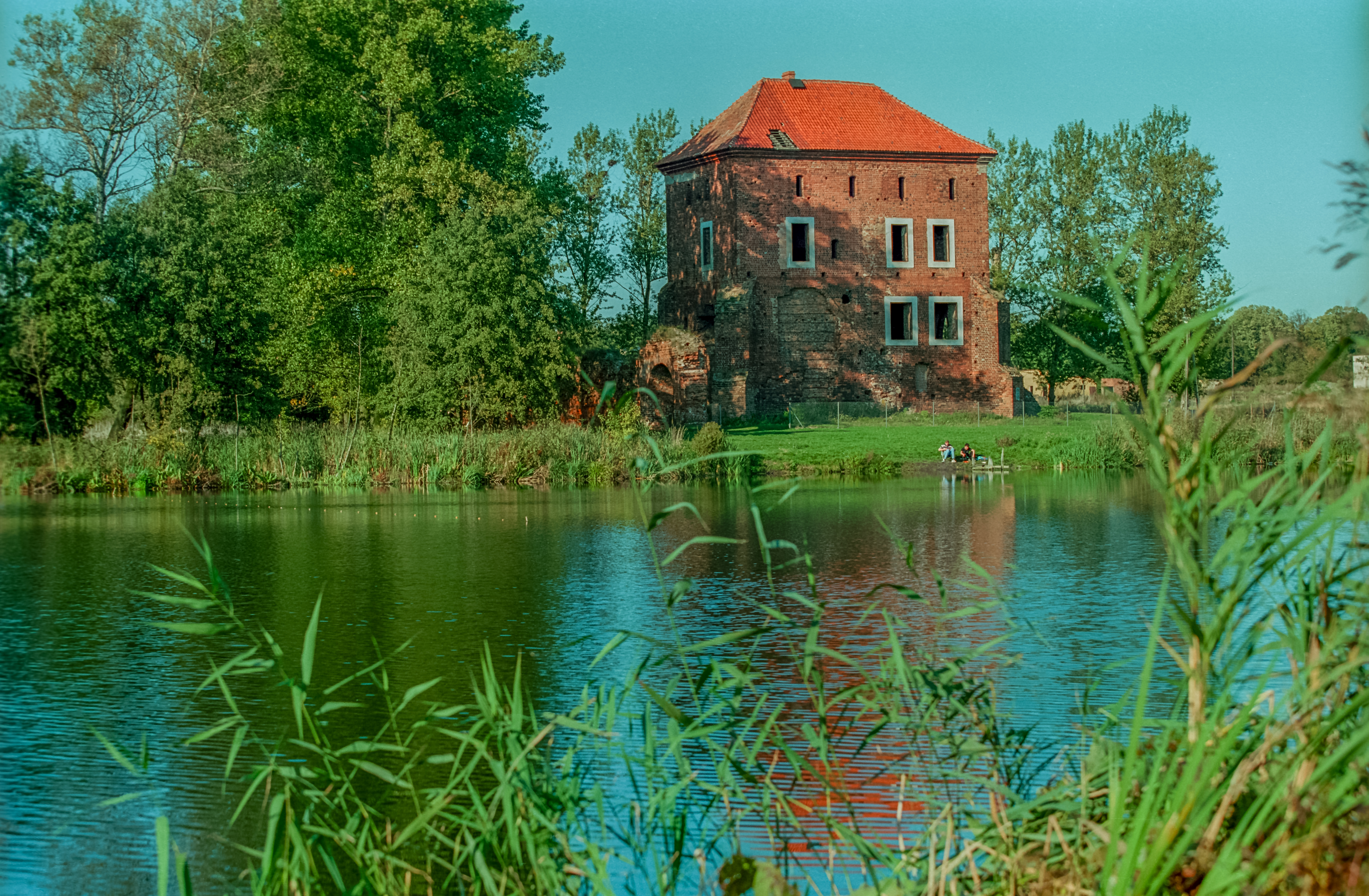
Reste der Schlossanlage (Aufnahme 2007)

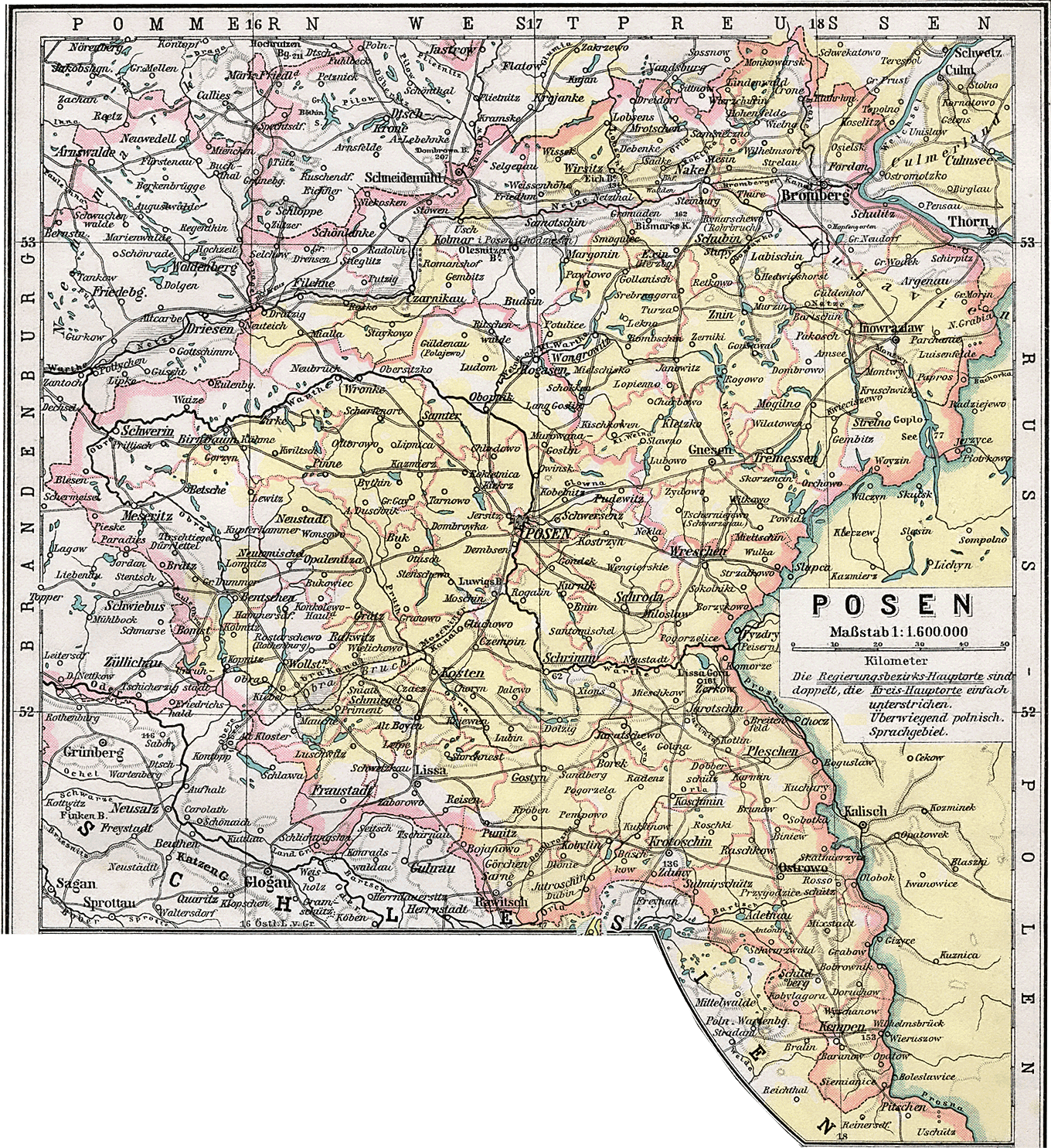
Gollantsch (Gollanisch) südöstlich von Schneidemühl und südwestlich von Bromberg auf einer Landkarte der Provinz Posen von 1905 (gelb markierte Flächen kennzeichnen Gebiete mit seinerzeit mehrheitlich polnischsprachiger Bevölkerung).

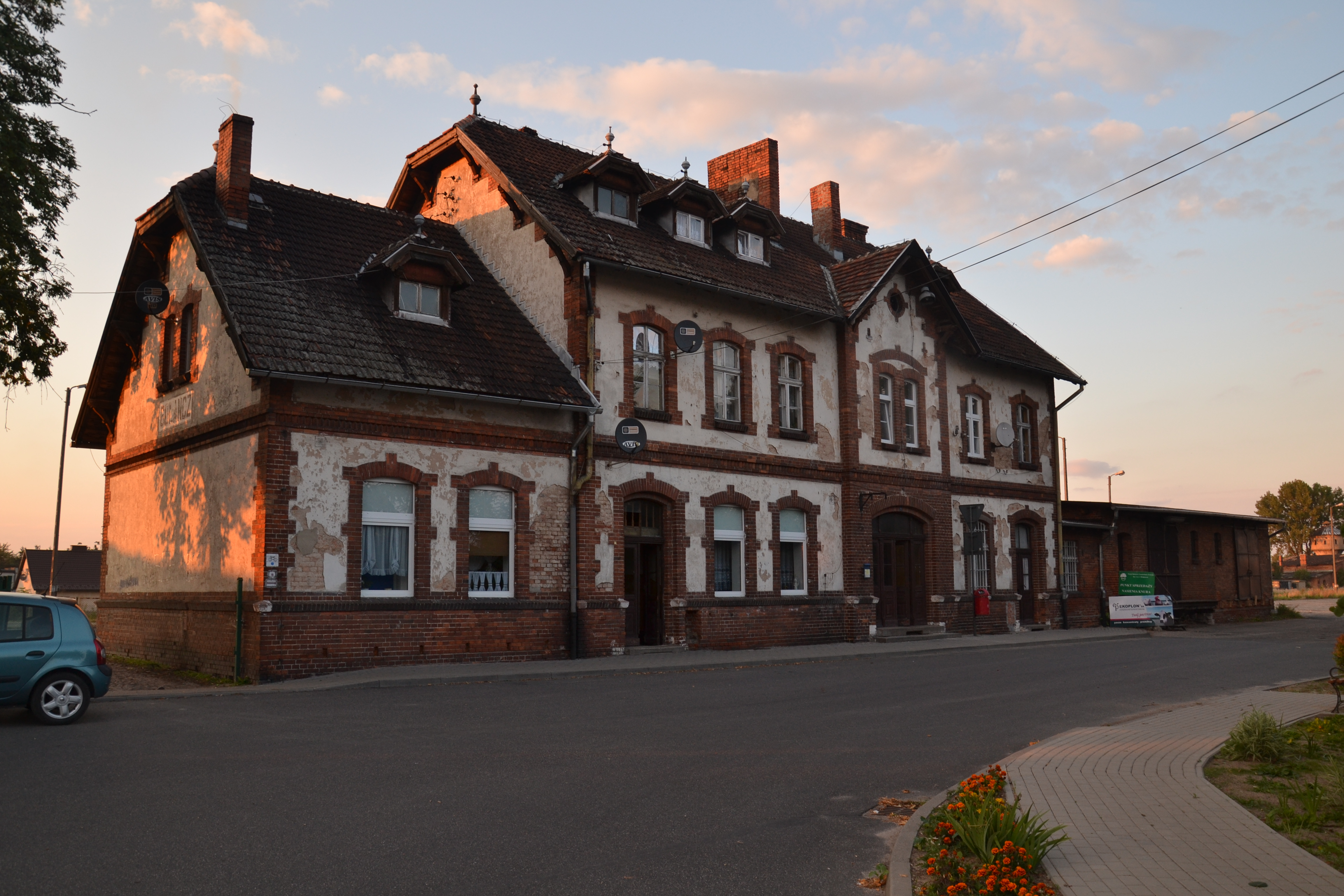
Bahnhofsgebäude (Aufnahme 2014)

Die erste urkundliche Erwähnung des Ortes als Golanch stammt aus dem Jahr 1222. 1399 besaß der Ort das Stadtrecht.
1656, während des Zweiten Nordischen Kriegs, kam es zu Kämpfen zwischen den schwedischen Eroberern und den Verteidigern des Schlosses, die sich hartnäckig wehrten. Als das Schloss schließlich fiel, wurden 425 Insassen getötet.
Im Zuge der Ersten Teilung Polen-Litauens wurde die Stadt Teil Preußens, wo sie dem Landkreis Wongrowitz zugeordnet war. Grundherr der Stadt war um 1780 der polnische Magnat Graf Maximilian Mielżyński. Vorübergehend gehörte das Kreisgebiet nach 1806 dem Herzogtum Warschau. Durch den Wiener Kongress kam Gollantsch wieder zu Preußen, wo es von 1818 an zum Landkreis Wongrowitz im Regierungsbezirk Bromberg der Provinz Posen gehörte.
Am Ende des Ersten Weltkriegs war Gołańcz 1918/1919 in den Posener Aufstand verwickelt und kam nach Ende des Aufstandes durch den Versailler Vertrag zur neu gebildeten Zweiten Polnischen Republik.
Im September 1939 wurde die Stadt von der Wehrmacht besetzt. Am 26. Oktober 1939 wurde ihr wieder der deutsche Name Gollantsch und später der neue Name Schwertburg verliehen. Sie gehörte nun völkerrechtswidrig zum Landkreis Wongrowitz im Regierungsbezirk Hohensalza im Reichsgau Wartheland.
Die Besetzung durch die Deutschen endete am Ende des Zweiten Weltkrieges mit dem Einmarsch der Roten Armee am 22. Januar 1945. Die Stadt wurde wiederum Teil Polens und erhielt den Namen Gołańcz zurück.

### Demographie
| Jahr | Einwohnerzahl | Anmerkungen |
| ---- | ------------- | --- |
| 1783 | 0639          | darunter 362 Katholiken, 124 Evangelische und 153 Juden                                                                                            |
| 1788 | 0597          | darunter 149 Juden |
| 1802 | 0821          | [ 6 ] |
| 1816 | 0592          | darunter 320 Katholiken, 151 Evangelische und 121 Juden; nach anderen Angaben 704 Einwohner, davon 153 Evangelische, 418 Katholiken, und 133 Juden |
| 1818 | 0651          | [ 7 ] |
| 1821 | 0837          | in 314 Privatwohnhäusern |
| 1843 | 1143          | [ 2 ] |
| 1858 | 1351          | [ 2 ] |
| 1861 | 1495          | [ 2 ] |
| 1867 | 1356          | am 3. Dezember |
| 1871 | 1281          | am 1. Dezember, davon 365 Evangelische, 673 Katholiken, 243 Juden                                                                                  |
| 1885 | 1138          | [ 9 ] |
| 1900 | 1093          | [ 10 ] |
| 1910 | 1269          | am 1. Dezember, davon 333 Evangelische, 832 Katholiken, 87 Juden (458 mit deutscher, 794 mit polnischer Muttersprache)                             |

## Gemeinde
Zur Stadt-und-Land-Gemeinde (gmina miejsko-wiejska) Gołańcz gehören die Stadt selbst und 23 Dörfer mit Schulzenämtern mit einer Fläche von 123,5 km²

## Bauwerke
Zu den Sehenswürdigkeiten zählt die Ruine des Schlosses. Vermutlich wurde die erste Befestigungsanlage im 14. Jahrhundert errichtet. Der erste namentlich bekannte Eigentümer des Schlosses ist Jakub Kusz, welcher 1383 erwähnt wurde.

## Verkehr
Der nächste internationale Flughafen ist der Ignacy-Jan-Paderewski-Flughafen Bydgoszcz, welcher etwa 50 Kilometer östlich liegt. Der Flughafen in Posen liegt etwa 65 Kilometer südwestlich von Gołańcz.
Die Stadt hat einen Bahnhof an der Bahnstrecke aus Posen, deren Fortsetzung nach Bromberg stillgelegt ist. Ebenfalls stillgelegt ist die Bahnstrecke Gołańcz–Chodzież.
Etwa fünf Kilometer südlich von Gołańcz verläuft die Woiwodschaftsstraße 241, welche über die Woiwodschaftsstraße 194 erreichbar ist. Die 194 mündet etwa 25 Kilometer nördlich in die Landesstraße 10 (droga krajowa 10). Die 241 führt in westlicher Richtung nach etwa zehn Kilometern nach Wągrowiec. In der Stadt beginnt weiterhin die Woiwodschaftsstraße 193, welche in nordwestliche Richtung verläuft, dabei durch Margonin führt und schließlich in Chodzież in die Landesstraße 11 (droga krajowa 11) mündet.

## Bürgermeister
- bis 1786: Anton Ziolkowski[3]
- 1786–1806: Johann Gottfried Schatzschneider († am 15. November 1806 in Posen zusammen mit Bürgermeister Johann Differt aus Obersitzko)[3]

## Persönlichkeiten
- Emil Hoffmann (1845–1901), Architekt
- Salomo Friedlaender (1871–1946), Philosoph und Schriftsteller.